# Jorge Cañizares
Jorge Noel Mencias Cañizares (Sancti Spíritus, Sancti Spíritus, Cuba, 14 de agosto de 1984) es un futbolista cubano. Juega de delantero y su equipo actual es el FC Sancti Spíritus del Campeonato Nacional de Fútbol de Cuba. 

## Trayectoria
Su primer y único club ha sido el FC Sancti Spíritus del Campeonato Nacional de Fútbol de Cuba al que le ha dedicado toda su carrera deportiva.

## Selección nacional
Nunca sido internacional con la Selección de fútbol de Cuba

## Clubes
| Club               | País | Año |
| ------------------ | ---- | --- |
| FC Sancti Spíritus | Cuba |     |